# حسین رضازاده

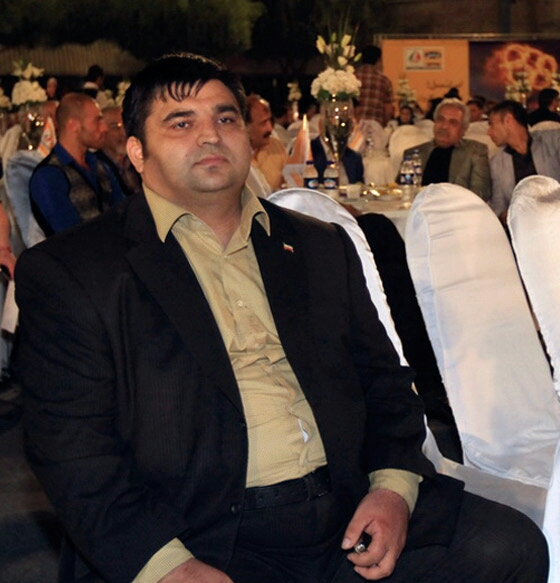
حسین رضازاده در ۱۳۹۱

حسین رضازاده (زادهٔ ۲۲ اردیبهشت ۱۳۵۷) وزنه‌بردار بازنشستهٔ ایرانی است. او دارندهٔ دو نشان طلای المپیک‌های تابستانی ۲۰۰۰ و ۲۰۰۴ و چهار عنوان قهرمانی جهان در دستهٔ فوق‌سنگین (۱۰۵+ کیلوگرم) وزنه‌برداری می‌باشد.

## عنوان‌ها و افتخارات
حسین رضازاده دو بار مدال طلای مسابقات المپیک را برای ایران به ارمغان آورده‌است. با تغییر اوزان در سال ۲۰۱۸ رکورد دو ضرب دستهٔ ۱۰۵+ کیلوگرم برای همیشه به اسم رضازاده ثبت شد و پیش از مسابقات جهانی وزنه‌برداری در فرانسه صاحب رکورد یک‌ضرب دستهٔ ۱۰۵+ کیلوگرم این رشته ورزشی نیز بود. او در ایران به عنوان «قهرمان قهرمانان» نیز انتخاب شده‌است. آخرین قهرمانی وی مربوط به بازی‌های آسیایی دوحه است.
- المپیک:
  -  المپیک ۲۰۰۰ سیدنی
  -  المپیک ۲۰۰۴ آتن
- مسابقات جهانی:
  -  ۲۰۰۶ سانتو دومینگو
  -  ۲۰۰۵ دوحه
  -  ۲۰۰۳ ونکوور
  -  ۲۰۰۲ ورشو
  -  ۱۹۹۹ آتن
- بازی‌های آسیایی:
  -  ۱۹۹۸ بانکوک
  -  ۲۰۰۲ بوسان
  -  ۲۰۰۶ دوحه
- جمع مدالهای حسین رضازاده: ۸ مدال طلا (۲ مدال المپیک؛ ۴ مدال جهانی و ۲ مدال بازی‌های آسیایی) و ۲ مدال برنز است.

## نتایج
| سال                 | مکان                           | وزن            | یک ضرب (کیلوگرم) | یک ضرب (کیلوگرم) | یک ضرب (کیلوگرم) | یک ضرب (کیلوگرم) | یک ضرب (کیلوگرم) | دوضرب (کیلوگرم) | دوضرب (کیلوگرم) | دوضرب (کیلوگرم) | دوضرب (کیلوگرم) | دوضرب (کیلوگرم) | مجموع          | رتبه           |
| سال                 | مکان                           | وزن            | ۱                | ۲                | ۳                | نتیجه            | رتبه             | ۱               | ۲               | ۳               | نتیجه           | رتبه            | مجموع          | رتبه           |
| بازی‌های المپیک      | بازی‌های المپیک                 | بازی‌های المپیک | بازی‌های المپیک   | بازی‌های المپیک   | بازی‌های المپیک   | بازی‌های المپیک   | بازی‌های المپیک   | بازی‌های المپیک  | بازی‌های المپیک  | بازی‌های المپیک  | بازی‌های المپیک  | بازی‌های المپیک  | بازی‌های المپیک | بازی‌های المپیک |
| ------------------- | ------------------------------ | -------------- | ---------------- | ---------------- | ---------------- | ---------------- | ---------------- | --------------- | --------------- | --------------- | --------------- | --------------- | -------------- | -------------- |
| 2000                | سیدنی، استرالیا                | +105 کیلوگرم   | 205              | 210              | 212.5            | 212.5            | 1                | 250             | 255             | 260             | 260             | 2               | 472.5          | 1              |
| 2004                | آتن، یونان                     | +105 کیلوگرم   | 200              | 207.5            | 210              | 210              | 1                | 250             | 263.5           | 263.5           | 263.5           | 1               | 473.5          | 1              |
| قهرمانی جهان        |                                |                |                  |                  |                  |                  |                  |                 |                 |                 |                 |                 |                |                |
| 1999                | آتن، یونان                     | +۱۰۵ کیلوگرم   | 200              | 200              | 206              | 205              | 2                | 242.5           | 252.5           | 252.5           | 242.5           | 5               | 447.5          | 3              |
| 2002                | ورشو، لهستان                   | +۱۰۵ کیلوگرم   | 200              | 205              | 210              | 210              | 1                | 252.5           | 263             | --              | 262.5           | 1               | 472.5          | 1              |
| 2003                | ونکوور، کانادا                 | +۱۰۵ کیلوگرم   | 200              | 207.5            | 213.5            | 207.5            | 2                | 250             | 263.5           | --              | 250             | 1               | 457.5          | 1              |
| 2005                | دوحه، قطر                      | +۱۰۵ کیلوگرم   | 201              | 205              | 210              | 210              | 2                | 251             | 263             | --              | 251             | 1               | 461            | 1              |
| 2006                | سانتو دومینگو، جمهوری دومینیکن | +۱۰۵ کیلوگرم   | 196              | 202              | 206              | 202              | 1                | 242             | 246             | --              | 246             | 1               | 448            | 1              |
| بازی‌های آسیایی      |                                |                |                  |                  |                  |                  |                  |                 |                 |                 |                 |                 |                |                |
| 1998                | بانکوک، تایلند                 | +105 کیلوگرم   | 187.5            |                  |                  | 187.5            | 3                | 227.5           |                 |                 | 227.5           | 3               | 415            | 3              |
| 2002                | بوسان، کره جنوبی               | +105 کیلوگرم   | 190              | 200              | --               | 200              | 1                | 240             | 263             | --              | 240             | 1               | 440            | 1              |
| 2006                | دوحه، قطر                      | +105 کیلوگرم   | 185              | 190              | 195              | 195              | 1                | 230             | --              | --              | 230             | 1               | 425            | 1              |
| قهرمانی آسیا        |                                |                |                  |                  |                  |                  |                  |                 |                 |                 |                 |                 |                |                |
| 1999                | ووهان، جمهوری خلق چین          | +۱۰۵ کیلوگرم   | 200              |                  |                  | 200              | 1                | 230             |                 |                 | 230             | 1               | 430            | 1              |
| 2003                | کینگهوانگداو، جمهوری خلق چین   | +۱۰۵ کیلوگرم   | 213              |                  |                  | 212.5            | 1                | 250             |                 |                 | 250             | 1               | 462.5          | 1              |
| 2005                | دبی، امارات متحده عربی         | +۱۰۵ کیلوگرم   | 200              |                  |                  | 200              | 1                | 260             |                 |                 | 260             | 1               | 460            | 1              |
| قهرمانی جوانان جهان |                                |                |                  |                  |                  |                  |                  |                 |                 |                 |                 |                 |                |                |
| 1998                | صوفیه، بلغارستان               | +۱۰۵ کیلوگرم   | 160              | 170              | 172.5            | 170              | 6                | 205             | 210             | ۲۱۰             | --              | --              | --             | --             |

## ماجرای شکسته شدن رکورد
پس از اینکه لاشا تالاخادزه در دوره فعلی مسابقات، وزنه‌ای بیشتر از رضازاده را مهار کرد در بسیاری از رسانه‌ها شایع شد که رکورد وزنه‌برداری شکسته شده‌است. در صورتی که رضازاده هیچ‌گاه دارای رکورد ادوار مسابقات نبود و این رکورد در اختیار لئونید تاراننکو وزنه‌بردار سابق اتحاد جماهیر شوروی با ۲۶۶ کیلوگرم است.

## رد پیشنهاد یونان و ترکیه
در سال ۲۰۰۲ پیشنهاد یونان برای کسب شهروندی یونان در ازای دریافت ماهانه ۲۰ هزار دلار را رد کرد. همچنین تقاضای مشابه ترکیه را مبنی بر تغییر تابعیت خود به ترکیه و دریافت ۱۰ میلیون دلار پاداش در صورت قهرمانی در المپیک آتن و دریافت ماهانه ۲۰ هزار دلار رد کرد. علی مرادی رئیس فدراسیون وزنه‌برداری ایران در مهر ۱۳۹۵ این خبر را تکذیب و پیشنهاد پناهندگی از سوی کشور را ترکیه را شایعه دانست.

## ماجرای تبلیغات املاک
رضازاده از جمله ورزشکارانی است که همواره در تبلیغات شرکت‌های مختلف حاضر بوده‌است. بازی وی در یک فیلم تبلیغاتی برای املاک رابینسون در شهر دوبی باعث اعتراض بسیاری در ایران شد. وبگاه‌های خبری وی را متهم کردند که همچون یک بنگاه‌دار از مردم می‌خواهد تا سرمایه‌های خود را از کشور خارج کنند و به کشوری دیگر ببرند. این واکنش‌های منفی به حدی بود که خبرگزاری‌ها احتمال دادند قانونی در راستای ممنوعیت حضور ورزشکاران در تبلیغات ماهواره‌ای تصویب شود.

## انصراف از المپیک
۲ مرداد ۱۳۸۷ رضازاده از مسابقات رسمی خداحافظی کرد و به این ترتیب، شرکت او در المپیک پکن منتفی شد. علت انصراف وی از شرکت در المپیک، فشارهای سنگین تمرین در طول دهه اخیر اعلام شد. گفته شد که وی به دستور پزشکان از حضور در بازی‌های المپیک امتناع کرده‌است.
در روزهای پیش از آن خبرهایی مبنی بر شرکت نکردن حسین رضازاده در آزمایش‌های دوپینگ منتشر شده بود و برخی رسانه‌ها نیز خداحافظی وی را غیرمعمول دانستند.
۱ روز پس از کناره‌گیری رضازاده رئیس فدراسیون وزنه‌برداری مشکلات عروقی را دلیل خداحافظی او دانست. اما ۲ روز پس از کناره‌گیری قضیه شکل دیگری به خود گرفت. ابراهیم نیرومند مشکلات جسمانی ناشی از بالا بودن فشار خون و قند خون را علت کناره‌گیری رضازاده دانست. اما در رسانه‌های مختلف دلایل مختلفی هم از زبان او منعکس شد:... رضازاده در تمرینات زود خسته می‌شد و به رکوردهای قبلی‌اش نمی‌رسید… نوسانات زیادی داشت و تا حدودی افسردگی هم گرفته بود.
اما در همان زمان در مصاحبه‌ای که رضازاده با صدا و سیما داشت علت کناره‌گیری‌اش را آسیب دیدگی رباط صلیبی پا هنگام تمرین بیان کرد.

## پشتیبانی از احمدی‌نژاد
حسین رضازاده در جریان دهمین انتخابات ریاست جمهوری ایران (۱۳۸۸)، صریحاً از محمود احمدی‌نژاد پشتیبانی کرد و گفته بود که به دلیل علاقهٔ قلبی به احمدی‌نژاد، حاضر است مسئولیت افتخاری ستاد ورزشی او را بر عهده گیرد. رضازاده رئیس‌جمهور ایران را قدرتمندترین سیاستمدار جهان دانسته و گفته بود: "نه آمریکا، نه اسرائیل و نه هیچ‌کس دیگر حریف احمدی‌نژاد نخواهد شد. ۲۲ خرداد پای صندوق‌های رای فریاد خواهیم زد: احمدی‌نژاد، یا ابوالفضل."
همزمان در سایت فدراسیون تحت امر او، اعضای تیم ملی نوجوانان وزنه‌برداری افسوس می‌خوردند که چرا به سن قانونی برای رای نرسیده‌اند تا نام احمدی‌نژاد را داخل صندوق‌ها بیندازند.
او در اینباره گفته بود: «به عقیده من، دکتر احمدی‌نژاد با استقامت شجاعانه مقابل زورگویان و قلدرهای جهان و حمایت مردانه از مظلومان عالم نشان داد یکی از قوی‌ترین مردان جهان در عرصهٔ سیاست است … به برکت سفرهای استانی دولت محترم به ویژه شخص رئیس‌جمهور، امروز در دورترین مناطق ایران و بی‌بضاعت‌ترین نقاط کشور فضاهای مجهز ورزشی برای جوانان این مرزوبوم وجود دارد. هنر دولت نهم سفر به مناطق دوردست و محروم ایران است چرا که تا پیش از این هیچ دولتی در اندیشه سفر به مناطق دورافتاده و محروم ایران عزیز نبود و جوانان این مناطق هیچگاه به حق واقعی خود نرسیدند»
وی همچنین در سفرهای گاه‌وبیگاه استانی و نیز تبلیغات ریاست جمهوری احمدی‌نژاد را همراهی می‌کند.
صادق زیباکلام در مقاله‌ای وی را فاقد خصوصیات جوانمردی که لازمه پهلوانی است دانسته‌است.

## سفیر فدراسیون جهانی وزنه‌برداری
حسین رضازاده مدیر تیم‌های ملی، قهرمان پیشین جهان و دارندهٔ ۲ مدال طلای المپیک، از سوی فدراسیون جهانی وزنه‌برداری به‌عنوان سفیر این سازمان منصوب شد. تاماش آیان رئیس فدراسیون وزنه‌برداری جهانی ضمن تمجید و تقدیر از سال‌ها زحمات وی در این رشتهٔ ورزشی و فعالیت‌هایی که در راه آماده‌سازی ملی‌پوشان تمامی رده‌های سنی ایران انجام داده‌است، وی را به عنوان سفیر IWF انتخاب و معرفی کرد.

## محرومیت مادام‌العمر از مربیگری
صبح روز ۲۵ آذر ۱۳۸۸ کمیته فنی فدراسیون وزنه‌برداری اعلام کرد که به دلیل دوپینگ و محرومیت چند وزنه‌بردار ایرانی و ناکافی بودن دلایل و توجیهات اعضاء کادر فنی تیم ملی وزنه‌برداری ایران، رای به محرومیت حسین رضازاده به همراه تمام اعضاء کادر فنی از مربیگری داده‌است. پرویز جلایر دبیر فدراسیون وزنه‌برداری نیز با تأیید این محرومیت اعلام کرد که این محرومیت طبق قوانین جهانی اعمال شده‌است.
پرویز جلایر دبیر فدراسیون وزنه‌برداری با تکذیب گفته‌های منتشر شده اعلام کرد که او هرگز نگفته‌است که اعضاء کادر فنی تیم ملی وزنه‌برداری محروم شده‌اند. او اعلام نمود این موضوع بستگی به نظر فدراسیون و جواب قطعی آن‌ها دارد؛ ولی اعضای دیگر همچنان می‌گویند ما علاوه بر تعطیلی کلیه اردوهای تیم ملی، کادر فنی تیم ملی بزرگسالان را نیز مادام‌العمر از فعالیت در وزنه‌برداری محروم کرده‌ایم. این تصمیم، نهایی است و به امضای بهرام افشارزاده رئیس فدراسیون هم رسیده‌است.

## ریاست فدراسیون
تنها چند روز بعد از انتشار خبر محرومیت وی از سوی ریاست سازمان تربیت بدنی به ریاست فدراسیون وزنه‌برداری منصوب شد. دبیرکل کمیته ملی المپیک ایران در این مورد گفت: بهترین کسی که می‌توانستیم برای این کار انتخاب کنیم، حسین رضازاده بود. وی در شروع فعالیتش گفت: تمامی انتقادهای سازنده را به جان می‌خریم اما قطعاً در این راه دشمنان و معاندین را که دشمن نظام نیز به حساب می‌آیند با اعلام قصد و نیت‌شان به مردم معرفی خواهیم کرد. وی افزود: قدرتمندتر از گذشته دوپینگ را کنترل می‌کنیم.

## اتهامات
در سال ۱۳۸۸ سعید علی‌حسینی، عضو تیم ملی وزنه‌برداری ایران، در مصاحبه‌ای با خبرگزاری ایسنا رضازاده را متهم به دوپینگ کرد ولی رضازاده اتهام دوپینگ و نگرانی از رکوردزنی حسینی را تکذیب کرد.
در تیر ۱۳۸۹ وبگاه تابناک مدارکی را منتشر کرد که حاکی از اعطای پاداش میلیونی توسط مسئولان فدراسیون وزنه‌برداری ایران به خودشان بود. در متن این مدارک، داراب ریاحی، نایب رئیس فدراسیون وزنه‌برداری، از حسین رضازاده سرپرست فدراسیون وزنه‌برداری، خواهان پرداخت پاداش «حسن خدمت انجام کار پایان سال» به افرادی شده که او معرفی کرده‌است؛ یعنی خود رضازاده و داراب ریاحی. حسین رضازاده نیز ذیل نامه، موافقت خود را با اعطای پاداش به نامبردگان اعلام کرده‌است. رضازاده در گفتگویی با وبگاه تابناک گفت که سازمان بازرسی در جریان است که این مبالغ برگردانده شده و آقای فراهانی در سازمان بازرسی کل کشور نیز در جریان بازگرداندن این رقم و حل مشکل قرار دارد.

## حاشیه‌ها
بیانیه مایلی کهن علیه حسین رضازاده قهرمان سابق المپیک و عضو هیئت مدیره سایپا که از وی انتقاد کرده بود:
«یادش بخیر، جاودانه ورزش ایران زنده‌یاد «آقا تختی» که راز جاودانگی‌اش نه رنگ و تعداد مدال‌هایش، بلکه دفاع او از حق و حقیقت و در نهایت گرفتن حق مظلوم از ظالم بود. چه بسا ورزشکارانی که در طول دوران آمدند و رفتند و حتی بیشتر از «آقا تختی» مدال گرفتند اما، خیلی زود فراموش شدند. آقای رضازاده! از نظر من کار غیر حرفه‌ای یعنی ورود به مسایل فنی بدون تخصص لازم، کار غیراخلاقی یعنی رسانه‌ای نمودن مسایل داخلی خانوادهٔ باشگاه، از همه مهم‌تر دروغ گفتن به مردم است. اینک خودتان قضاوت کنید که آیا صحبت‌های من غیر حرفه‌ای و غیراخلاقی بوده یا صحبت‌های دوست شفیق و صمیمی و به عبارتی مدیر برنامه‌های شما؟! آقای رضازاده! در جایی دیگر عنوان کرده بودید که مایلی‌کهن محبت‌های هیئت مدیره را نادیده گرفته‌است.
ای کاش واضح‌تر در این زمینه صحبت می‌کردید زیرا شاید این شائبه به وجود آید که محبت‌های هیئت مدیره یعنی گرفتن امتیازهای شخصی از باشگاه یا گروه خودروسازی سایپا (مانند گرفتن ماکسیما، مگان، زانتیا یا امتیاز نمایندگی محصولات سایپا و …) در حالی که همگان می‌دانند بنده هیچ‌گاه به دنبال گرفتن ذره‌ای امتیاز شخصی نبوده و نیستم. در نهایت حسین عزیز اگر نوشم نه‌ای، نیشم نباشی.»

## ازدواج
وی چند سال قبل با همسرش در مکه ازدواج کرد (این مراسم از تلویزیون ایران نیز پخش شد). او سه فرزند به نام‌های ابوالفضل، محمدمهدی و فاطمه دارد.